# Vertigo hebardi
Vertigo hebardi é uma espécie de gastrópode da família Vertiginidae.
É endémica dos Estados Unidos da América.